# Nacionalinis finalas
La Nacionalinis finalas, nota anche con il nome di "Eurovizijos" dainų konkurso nacionalinė atranka, è stato un programma televisivo lituano di genere musicale. Creato dall'ente radiotelevisivo pubblico Lietuvos Nacionalinis Radijas ir Televizija (LRT), per otto edizioni fra il 1999 e il 2008 (ad eccezione nel 2000 e nel 2003) è stato usato come metodo di selezione nazionale per il paese all'Eurovision Song Contest. Il format è stato successivamente sostituito dal Lietuvos dainų daina nel 2009.
Il miglior risultato all'Eurovision Song Contest prodotto dal festival è il 6º posto dei LT United nel 2006 con We Are the Winners.

## Storia
Dopo la dissoluzione dell'Unione Sovietica, l'emittente radiotelevisiva di Stato LRT è entrata a far parte dell'Unione europea di radiodiffusione (UER) il 1º gennaio 1993.
Poco dopo, la Lituania ha pianificato immediatamente la propria partecipazione all'Eurovision Song Contest 1994. Per l'occasione l'emittente decise di optare per una selezione interna del proprio rappresentante (Ovidijus Vyšniauskas con Lopšinė mylimai). Tuttavia, dopo che alla manifestazione europea si classificò ultima senza ottenere nessun punto, la nazione decise di ritirarsi dal concorso. Con il ritorno pianificato per l'edizione 1999, l'emittente decise di optare per l'organizzazione di una selezione apposita, successivamente denominata Nacionalinis finalas.
Dal 1999 al 2002, l'evento si è svolto in un'unica serata, per poi estendersi dal 2004 al 2008 a un evento a più serate, composto da sei semifinali e una serata finale. Per quanto riguarda il sistema di votazione, durante l'edizione inaugurale la classifica finale fu decisa da una giuria di esperti, mentre ai telespettatori fu lasciata l'opportunità di esprimere il proprio parere tramite televoto, che però non influì sulla determinazione della classifica. A partire dall'edizione del 2001, si è alternato un sistema misto tra voto della giuria e televoto, a una selezione in cui venne utilizzato esclusivamente il voto del pubblico.

## Regolamento
Le regole per la partecipazione erano le seguenti:
- possono partecipare tutti i brani non pubblicati o esibiti prima del 1º settembre dell'anno precedente;
- i brani devono avere una durata massima di 3 minuti;
- i partecipanti devono avere 16 anni o devono averli compiuti entro la prima semifinale dell'Eurovision Song Contest;
- i partecipanti devono avere pubblicato precedentemente almeno un album o un altro singolo o devono aver sottoscritto un contratto discografico valido;
- cantanti e compositori stranieri possono partecipare, purché collaborino con un cittadino o residente lituano.

## Edizioni
| Edizione | Conduzione          | Conduzione          | Conduzione     | Periodo          | Periodo          | Puntate | Partecipanti | Vincitore           | Vincitore                     | Sede                | Sede                                  |
| Edizione | Conduzione          | Conduzione          | Conduzione     | Inizio           | Fine             | Puntate | Partecipanti | Artista             | Brano                         | Sede                | Sede                                  |
| Edizione | Conduzione          | Conduzione          | Conduzione     | Inizio           | Fine             | Puntate | Partecipanti | Artista             | Brano                         | Quarti e Semifinali | Finale                                |
| -------- | ------------------- | ------------------- | -------------- | ---------------- | ---------------- | ------- | ------------ | ------------------- | ----------------------------- | ------------------- | ------------------------------------- |
| 1ª       | Vilija Grigonytė    | Vytautas Kernagis   | –              | 27 dicembre 1998 | 27 dicembre 1998 | 1       | 12           | Aistė Smilgevičiūtė | Strazdas                      | –                   | LRT Studios                           |
| 2ª       | Neringa Svetikaitė  | Darius Užkuraitis   | –              | 9 marzo 2001     | 9 marzo 2001     | 1       | 15           | Skamp               | You Got Style                 | –                   | Vilnius Palace of Concerts and Sports |
| 3ª       | Neringa Svetikaitė  | Gabija Vitkevičiūtė | –              | 14 febbraio 2002 | 14 febbraio 2002 | 1       | 15           | B'Avarija           | We All                        | –                   | Vilnius Palace of Concerts and Sports |
| 4ª       | Aurimas Dautartas   | Darius Užkuraitis   | Greta Sapkaitė | 3 gennaio 2004   | 14 febbraio 2004 | 7       | 52           | Linas & Simona      | What's Happened to Your Love? | LRT Studios         | Kaunas Sports Hall                    |
| 5ª       | Rolandas Vilkončius | Jurga Šeduikytė     | –              | 8 gennaio 2005   | 26 febbraio 2005 | 8       | 49           | Laura & the Lovers  | Little by Little              | LRT Studios         | Kaunas Sports Hall                    |
| 6ª       | Rolandas Vilkončius | Jurga Šeduikytė     | –              | 14 gennaio 2005  | 4 marzo 2006     | 8       | 47           | LT United           | We Are the Winners            | LRT Studios         | LRT Studios                           |
| 7ª       | Rolandas Vilkončius | Gabrielė Bartkutė   | –              | 27 gennaio 2007  | 3 marzo 2007     | 6       | 35           | 4FUN                | Love or Leave                 | LRT Studios         | LRT Studios                           |
| 8ª       | Rolandas Vilkončius | Gabrielė Bartkutė   | –              | 12 gennaio 2008  | 2 febbraio 2008  | 4       | 34           | Jeronimas Milius    | Nomads in the Night           | LRT Studios         | LRT Studios                           |

## All'Eurovision Song Contest
| Anno | Cantante               | Canzone                       | Piazzamento all'ESC    | Piazzamento all'ESC    | Piazzamento all'ESC      | Piazzamento all'ESC      |
| Anno | Cantante               | Canzone                       | Finale                 | Punti                  | Semi                     | Punti                    |
| ---- | ---------------------- | ----------------------------- | ---------------------- | ---------------------- | ------------------------ | ------------------------ |
| 1999 | Aistė Smilgevičiūtė    | Strazdas                      | 20                     | 13                     | Niente semifinali        | Niente semifinali        |
| 2000 | Nessuna organizzazione | Nessuna organizzazione        | Nessuna organizzazione | Nessuna organizzazione | Nessuna organizzazione   | Nessuna organizzazione   |
| 2001 | Skamp                  | You Got Style                 | 13                     | 35                     | Niente semifinali        | Niente semifinali        |
| 2002 | B'Avarija              | We All                        | Squalificata           | Squalificata           | Niente semifinali        | Niente semifinali        |
| 2002 | Aivaras Stepukonis     | Happy You                     | 23                     | 12                     | Niente semifinali        | Niente semifinali        |
| 2003 | Nessuna organizzazione | Nessuna organizzazione        | Nessuna organizzazione | Nessuna organizzazione | Nessuna organizzazione   | Nessuna organizzazione   |
| 2004 | Linas & Simona         | What's Happened to Your Love? | Non qualificata        | Non qualificata        | 16                       | 26                       |
| 2005 | Laura & the Lovers     | Little by Little              | Non qualificata        | Non qualificata        | 25                       | 17                       |
| 2006 | LT United              | We Are the Winners            | 6                      | 162                    | 5                        | 163                      |
| 2007 | 4FUN                   | Love or Leave                 | 21                     | 28                     | Top 10 l'anno precedente | Top 10 l'anno precedente |
| 2008 | Jeronimas Milius       | Nomads in the Night           | Non qualificata        | Non qualificata        | 16                       | 30                       |